# Verrucaria ceuthocarpa
Verrucaria ceuthocarpa är en lavart som beskrevs av Wahlenb. Verrucaria ceuthocarpa ingår i släktet Verrucaria och familjen Verrucariaceae.  Arten är reproducerande i Sverige. Inga underarter finns listade i Catalogue of Life.